# Герб Комсомольского сельсовета (Тамбовская область)
Герб муниципального образования Комсомо́льский сельсовет Тамбовского района Тамбовской области Российской Федерации
Герб утверждён Решением Совета народных депутатов Комсомольского сельсовета от 30 июля 2012 года № 232.
Герб внесён в Государственный геральдический регистр Российской Федерации под регистрационным номером 7964..

## Описание герба
«В золотом поле червлёный сноп».

Герб Комсомольского сельсовета, в соответствии с Законом Тамбовской области от 27 марта 2003 года № 108-З «О гербе Тамбовской области» (статья 4), может воспроизводиться в двух равно допустимых версиях:
 — без вольной части;
 — с вольной частью — четырёхугольником, примыкающим изнутри к верхнему правому углу герба Комсомольского сельсовета с воспроизведёнными в нем фигурами из гербового щита Тамбовской области.
Герб Комсомольского сельсовета, в соответствии с Методическими рекомендациями по разработке и использованию официальных символов муниципальных образований (Раздел 2, Глава VIII, п.п. 45-46), утверждёнными Геральдическим советом при Президенте Российской Федерации 28.06.2006 года, может воспроизводиться со статусной короной установленного образца.

## Символика герба
Трудовая деятельность жителей Комсомольского сельсовета в основном связана с сельскохозяйственным производством: выращиванием зерновых и пропашных культур, что отражено в гербе сельсовета снопом. 
Сноп символ единства, совместного труда, плодородия.
Золото — символ урожая, богатства, высшей ценности, величия.
Красный цвет — аллегорически символизирует название поселения, связанного с комсомолом, а также символ труда, мужества, жизнеутверждающей силы, красоты и праздника.
Герб Комсомольского сельсовета разработан Союзом геральдистов России.
Авторы герба: идея герба — Константин Мочёнов (Химки), Сергей Янов (Малаховка); художник и компьютерный дизайн — Оксана Афанасьева (Москва); обоснование символики — Вячеслав Мишин (Химки).